# Francesco Capriani
Francesco Capriani da Volterra, detto Il Volterra o Francesco da Volterra (Volterra, 1535 – Roma, 15 febbraio 1594), è stato un architetto italiano.

## Biografia
Lavorò per la famiglia Caetani: fra le commesse ricevute va ricordato Palazzo Caetani a Cisterna di Latina.

Nel 1575 sposò la incisore mantovana Diana Scultori Ghisi.

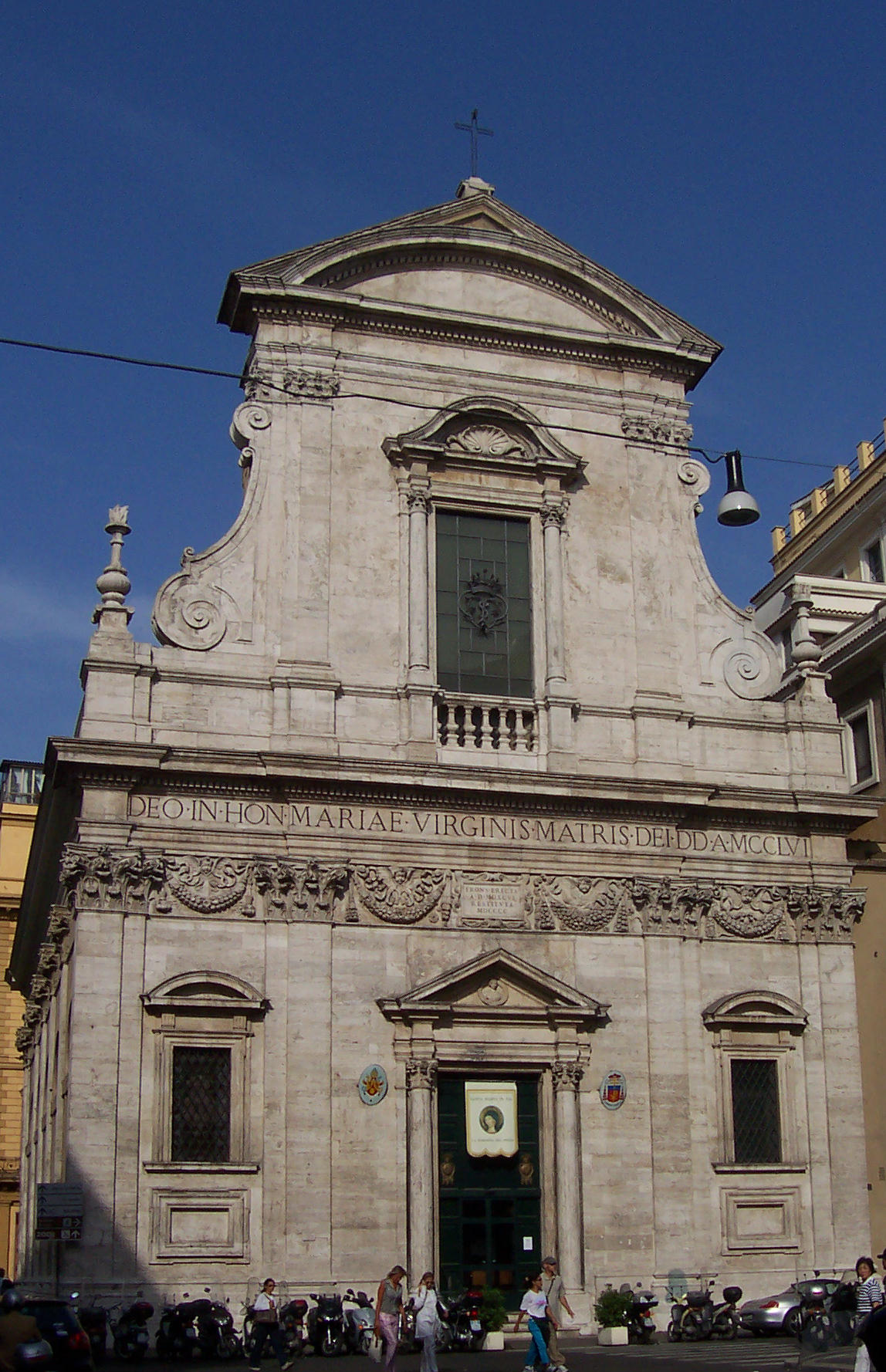
Chiesa di Santa Maria in Via

## Opere
Alcune opere di Roma alle quali partecipò:
- Chiesa di San Giacomo in Augusta
- Palazzo Firenze
- Chiesa di Santa Susanna alle Terme di Diocleziano
- Chiesa di Santa Maria in Via
- Chiesa di Santa Maria dell'Orto[4]
- Chiesa di San Silvestro in Capite
- Basilica di Santa Pudenziana
- Ospedale di san Giacomo degli Incurabili
- Sala Lancisiana di San Giacomo in Augusta
- Palazzo Lancellotti
- Chiesa di Santa Maria in Aquiro
- Palazzo Cardelli
- Palazzo della compagnia dell'Annunziata